# Piso-Raout
Das Piso-Raout (malay. Rattan-Messer) auch Haut Nyu, Jabang, Langgai, Langgei, Munbat, Pisau Raut, Piso Raoet, Poe ist ein malaysisches Messer, das als Werkzeug und Waffe dient.

## Geschichte
Das Piso-Raout wurde von der malaysischen Volksgruppe der Dayaks entwickelt. Es diente ursprünglich zum Abernten und Bearbeiten von Rattan, z. B. als Schnitzwerkzeug, und wurde auch bei Kämpfen als Waffe eingesetzt.

## Beschreibung
Das Piso-Raout hat eine leicht nach oben gebogene Klinge, die keinen Hohlschliff (fälschlich Blutrinne) und keinen Mittelgrat hat. Sie ist etwa 10 cm lang. Der Klingenrücken läuft zum Ort (Spitze) dünner werdend zu. Die Klinge ist bei manchen Versionen auf einer Seite konvex und auf der anderen Seite konkav. Sie ist am Heft mit Baumharz (indon. Damar) und mit Rattanschnüren befestigt. Der Heft (Griff) ist etwa 40 cm lang, mehr oder minder gebogen und zum zweihändigen Greifen gedacht. Er besteht aus Holz oder Horn und hat eingelegte Ringe aus Büffel- oder Hirschhorn. Die Einlagen sind geschnitzt und passen sich dem Griff glatt an. Den Knauf bildet ein spitz zugeschnitzter Abschluss aus Hirschhorn oder Elfenbein, der mit traditionellen Motiven oder figürlichen Darstellungen verziert ist. Die Scheiden werden aus Palmblättern hergestellt. Das komplette Piso-Raout ist sehr sorgfältig und kunstvoll gearbeitet. Für feinere Schnitzarbeiten wird der Piso-Raout direkt hinter der Klinge gefasst. Das Piso-Raout wird immer in Verbindung mit dem Mandau getragen, an dessen Scheiden eine extra Halterung angebracht ist.